# ワイタケレ・ユナイテッド
ワイタケレ・ユナイテッド（英: Waitakere United）は、ニュージーランドのワイタケレを本拠地とするサッカークラブである。

## クラブの歴史
2004年、ニュージーランド・フットボールチャンピオンシップ（NZFC）創設に伴い、西オークランド地区の12クラブが統合して創設された。同じオークランド地方に本拠地を置くオークランド・シティFCとはライバル関係にある。
2007年、OFCチャンピオンズリーグで優勝し、オセアニア代表としてFIFAクラブワールドカップ2007に初出場。所属選手ほぼ全員が副業を持つアマチュアチームとして注目を集めた。1回戦でアジア第2代表のセパハンFC（イラン）と対戦したものの、試合開始4分間で2失点を喫するなど終始ゲームを支配され、1対3で敗れた。
2008年、国内リーグを初制覇するとOFCチャンピオンズリーグでも再び優勝を果たし、2年連続でFIFAクラブワールドカップ2008に出場。1回戦で隣国オーストラリアのアデレード・ユナイテッドと対戦し1対2で敗れたが、先制点を挙げるなど前回大会より向上したプレーを披露した。
2007‐08シーズン以降はOFCチャンピオンズリーグ優勝から遠ざかっており、2009-10シーズンはパプアニューギニアのヘカリ・ユナイテッドに、2012‐13シーズンはオークランド・シティにそれぞれ決勝で敗れ、クラブワールドカップ出場を逃している。

## タイトル

### 国内タイトル
- ニュージーランド・フットボールチャンピオンシップ：5回
  - 2007-08、2009-10、2010-11、2011-12、2012-13

### 国際タイトル
- OFCチャンピオンズリーグ：2回
  - 2007、2007-08

## NZFCの成績
- 2004-05　レギュラーシーズン：2位　プレーオフ：2位
- 2005-06　レギュラーシーズン：6位
- 2006-07　レギュラーシーズン：1位　プレーオフ：2位
- 2007-08　レギュラーシーズン：1位　プレーオフ：1位
- 2008-09　レギュラーシーズン：1位　プレーオフ：2位
- 2009-10　レギュラーシーズン：2位　プレーオフ：1位
- 2010-11　レギュラーシーズン：1位　プレーオフ：1位
- 2011-12　レギュラーシーズン：3位　プレーオフ：1位
- 2012-13　レギュラーシーズン：1位　プレーオフ：1位

## 歴代所属選手
GK
- ピルミン・シュトラッサー 2016-2017

DF
- ダニー・ヘイ 2007-2009
- ニール・エンブレン 2007-2012
- 松本光平 2018-2019

- 森保翔平 2018-2019

MF
- レオ・シン 2007-2008
- シャノン・コール 2006
- アドリアーノ・ファリア・ピメンタ 2008

FW
- アラン・ピアース 2004-2005, 2006-2007
- ヴィンセント・ケイン 2008-2009
- 田中洋明 2004-2005
- ベンジャミン・トトリ 2007-2008, 2008-2010
- ロイ・クリシュナ 2008-2013
- /  ライアン・デ・フリース 2010-2013